# Little Ethiopia (Los Ángeles)
Little Ethiopia es el tramo de la avenida Fairfax en los distritos Square Carthay y Wilshire Vista en el barrio Pico-Robertson en el lado oeste de la ciudad de Los Ángeles, California, parte de la PICO Junta de Vecinos, al noreste del distrito Faircrest Heights en el barrio Crestview, y al noroeste del distrito Picfair Pueblo en el barrio Pico-Robertson. La zona tiene una alta concentración de empresas etíopes y restaurantes, así como una importante concentración de residentes de ascendencia etíope y eritreo.
Little Ethiopia se remonta a principios de 1990. Este tramo de la avenida Fairfax solía ser ocupado por los negocios judíos, como el distrito de Fairfax al norte es ahora. Negocios y restaurantes etíopes y eritreos han empezado a aparecer en el bulevar Washington entre Fairfax Avenue y National Boulevard en Culver City, a menos de una milla al sur de Little Ethiopia.
Durante muchos años, e incluso por algunas personas a esto hoy, el barrio ha sido conocida como South Fairfax. En 2004, el exalcalde de Los Angeles James K. Hahn otorgó oficialmente el nombre de "Little Ethiopia" en el barrio.

## Educación

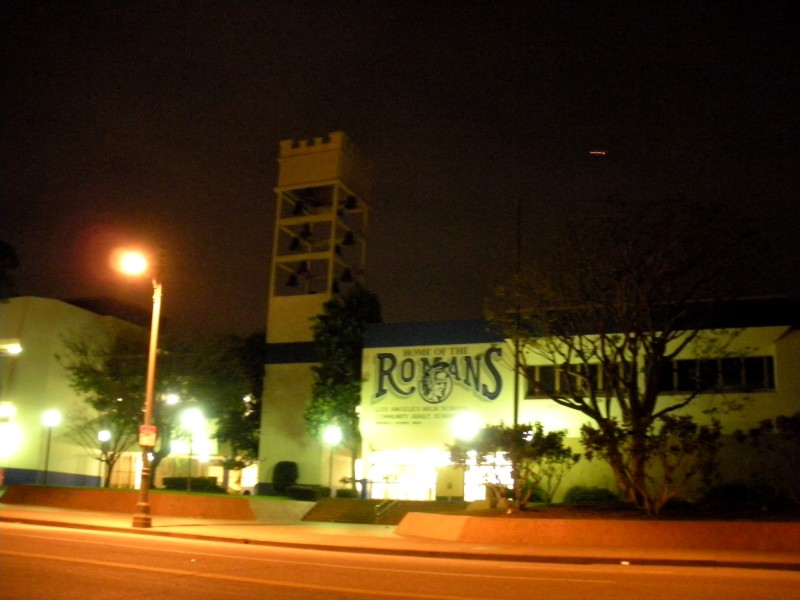
Los Angeles High School

Los residentes de la zona se dividen en zonas a las escuelas en el Distrito Escolar Unificado de Los Ángeles (Los Angeles Unified School District).
La escuela primaria para los residentes en el área inmediata Little Ethiopia se divide en zonas para la Escuela Primaria Carthay Center, en Crescent Heights y olímpico. A partir de otoño de 2014, la escuela se convirtió en Estudios Ambientales Carthay Imán, que acepta de forma automática todos los estudiantes previamente zonificadas para Carthay Centro de Primaria y estudiantes de fuera de la zona, basado en puntos de imán y la disponibilidad.
Crescent Heights Imán Artes del Lenguaje / Justicia Social ofrece kindergarten zonificada para algunas secciones, y un programa imán escuela primaria unzoned.
Los residentes de los alrededores Little Ethiopia se dividen en zonas de acuerdo a las siguientes escuelas primarias:
- Escuela Primaria Alta Loma (Alta Loma Elementary School)
- Escuela Primaria Arlington Heights (Arlington Heights Elementary School)
- Escuela Primaria Canfield (Canfield Elementary School)
- Escuela Primaria Pio Pico (Pio Pico Elementary School)
- Escuela Primaria Queen Anne (Queen Anne Elementary School)
- Escuela Primaria Saturno (Saturn Elementary School)

Los residentes en el área inmediata Little Ethiopia se dividen en zonas de Emerson Middle School y Fairfax High School. Las escuelas para los residentes de los alrededores Little Ethiopia incluyen la escuela Cochran Medio (anteriormente Mount Vernon Middle School) y Los Angeles High School.